# Carbammati

Struttura chimica di un carbammato.

I carbammati, o uretani, sono una classe di composti organici caratterizzati dalla presenza di un gruppo amminico, anche sostituito, legato a un gruppo estereo. Il legame caratteristico che generalmente identifica tali composti è quindi -NH(CO)O-. Formalmente i carbammati possono essere considerati esteri dell'acido carbammico, composto instabile caratterizzato da formula chimica NH2COOH.
L'idrolisi di un carbammato fornisce una ammina, un alcol (o fenolo) e biossido di carbonio:
R-NH(CO)O-R' + H2O → R-NH2 + R'-OH + CO2

## Sintesi
I carbammati sono convenientemente sintetizzati per reazione di alcoli o fenoli con un isocianato o in alternativa per reazione di un gruppo amminico con un estere dell'acido cloroformico.
Nel caso si utilizzi un alcool o un fenolo, la reazione può così schematizzarsi:
R-N=C=O + R'-OH → R-NH(CO)O-R'
Utilizzando invece un cloroformiato, ottenuto per reazione del fosgene con un alcol o fenolo, lo schema di reazione è invece il seguente:
R-O(CO)Cl + R'-NH2 → R-O(CO)NH-R'

## Biochimica

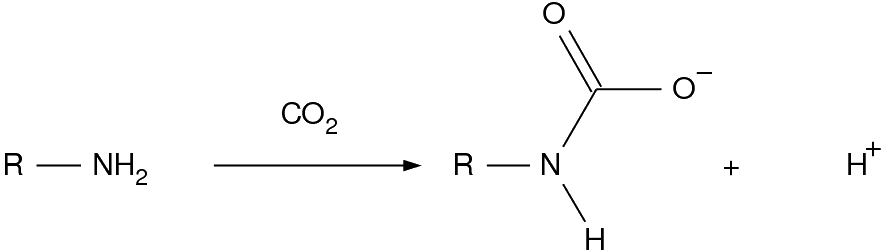
La reazione tra un gruppo amminico e anidride carbonica permette la biosintesi del carbammato.

La formazione del carbammato avviene nei mitocondri degli epatociti al fine di costituire il carbamilfosfato attraverso cui può continuare il ciclo dell'urea. Una molecola di anidride carbonica prodotto nel ciclo di Krebs viene attivata con ATP mediante trasferimento del gruppo fosfato in γ al bicarbonato. L'anidride mista così formata va incontro ad amminazione reagendo con uno ione ammonio prodotto dalla deaminazione ossidativa del glutammato. Tale reazione avviene con liberazione del gruppo fosfato della anidride mista e la formazione del carbamilfosfato. L'enzima che catalizza le reazioni è la carbamilfosfato sintetasi I.
La formazione di gruppi carbammato nell'emoglobina, tramite reazione di gruppi amminici terminali delle catene di globina con anidride carbonica, contribuisce a stabilizzare l'emoproteina quando diviene deossiemoglobina e aumenta la tendenza al rilascio delle restanti molecole di ossigeno legate.
Il ribulosio-bifosfato carbossilasi, l'enzima necessario alla fissazione dell'anidride carbonica all'inizio del ciclo di Calvin, richiede la formazione di un carbammato per potere esplicare la propria funzione. Sul sito attivo dell'enzima, uno ione Mg2+ si lega a un residuo di glutammato, un residuo di aspartato e a una lisina carbammato, che fissano lo ione.

## Uso dei carbammati

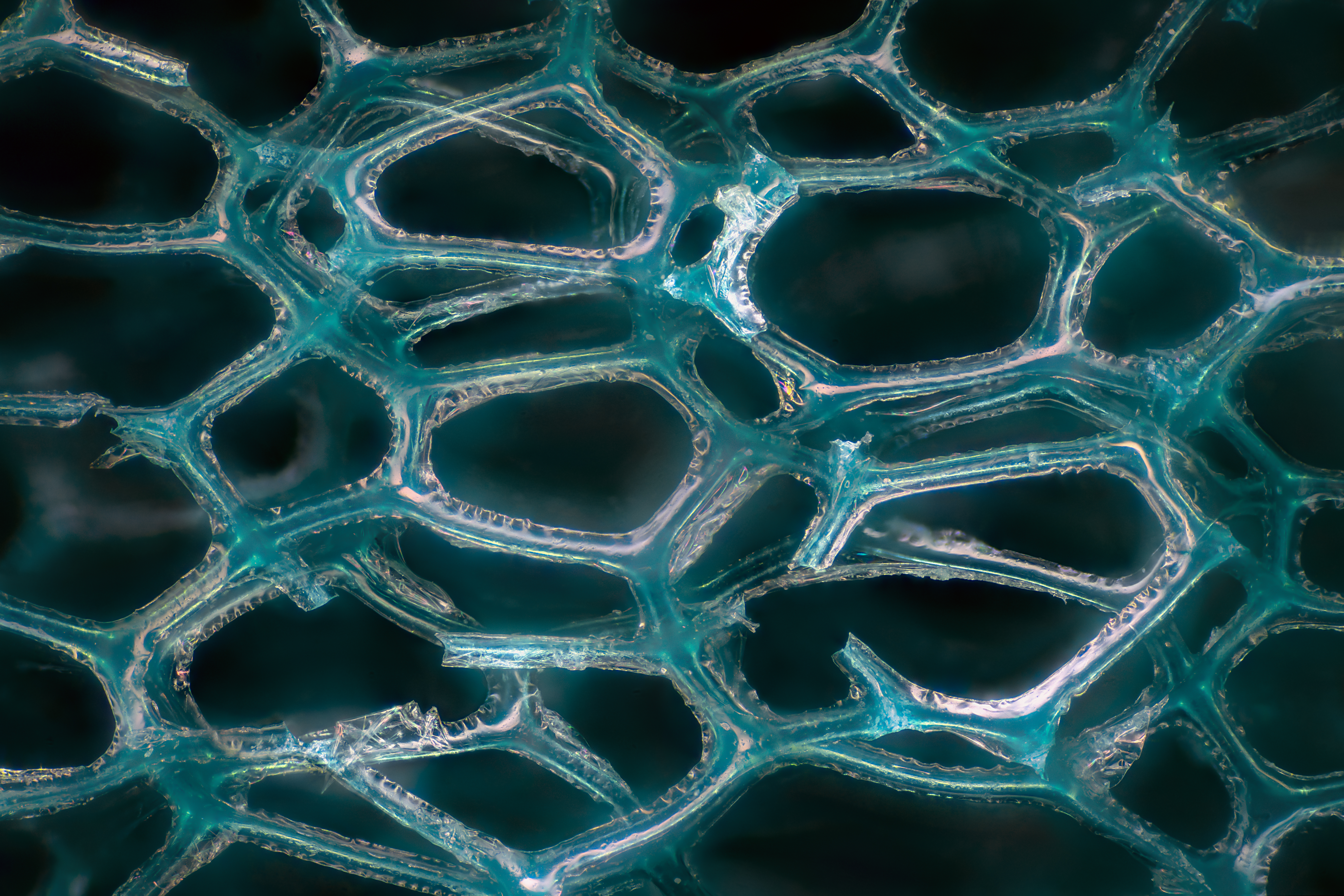
Spugna abrasiva uretanica al microscopio

I carbammati costituiscono un gruppo importante di insetticidi, ne sono un esempio il feniluretano, l'Aldicarb, il Carbofuran, il Fenoxycarb, il Sevin e il Ethienocarb. Questi insetticidi agiscono causando inibizione della colinesterasi per inattivazione reversibile dell'enzima acetilcolinesterasi. Alcuni di questi composti sono molto tossici anche per gli esseri umani.
I poliuretani sono una classe di polimeri la cui struttura è formata da gruppi carbammato multipli. Questi materiali possiedono un'ampia varietà di proprietà e sono commercialmente disponibili come schiume, elastomeri e solidi.
Alcuni carbammati, come neostigmina, rivastigmina e meprobamato, sono utilizzati in farmacoterapia come inibitori dell'enzima acetilcolinesterasi (AChE). L'uretano etilico (C2H5-O(CO)-NH2) è dotato di proprietà anestetiche generali ed anche mutagene; è stato usato in passato nella terapia del mieloma multiplo, perché dotato di proprietà alchilanti del DNA. Oggi è stato del tutto abbandonato poiché troppo tossico e riconosciuto anche dotato di proprietà cancerogene, soprattutto per il polmone e lo stomaco.
La formazione di un carbammato costituisce un utile gruppo protettivo utilizzato nella sintesi chimica delle proteine per proteggere gruppi amminici che non si vuole far reagire. È stabile nelle condizioni di reazione e può essere successivamente facilmente rimosso per idrolisi.